# Dick Snyder
Richard « Dick » J. Snyder, né le 1er février 1944 à North Canton, dans l'Ohio, est un ancien joueur américain de basket-ball. Il évolue durant sa carrière aux postes d'arrière et d'ailier.

## Palmarès
- Champion NBA 1979